# Achaius fulvipes
Achaius fulvipes là một loài tò vò trong họ Ichneumonidae.